# Symbionese Liberation Army

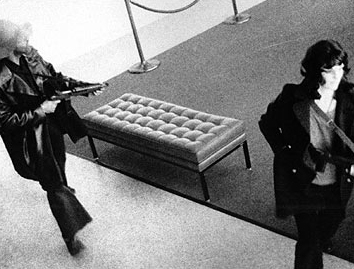
Patty Hearst bei einem Banküberfall

Die Symbionese Liberation Army (SLA) war eine terroristische Guerillagruppe in den USA, die von 1973 bis 1975 aktiv war. Sie sah sich selbst in der Tradition von Robin Hood und führte mehrere gewalttätige Aktionen durch, u. a. Banküberfälle, Entführungen und Morde.
Die SLA wurde 1971 von Russell Little und Robyn Sue Steiner in San Francisco gegründet. Anführer war ab 1972 Donald DeFreeze, weitere Mitglieder waren William Wolfe und das Ehepaar Harris.
Das Logo der SLA stellt eine siebenköpfige gewundene Schlange dar. Der Name ist ein Neologismus aus dem Wort Symbiose.

## Entführung von Patty Hearst
Die SLA wurde durch die Entführung von Patty Hearst, der damals 19-jährigen Enkeltochter des Verlegers William Randolph Hearst und Tochter des Milliardärs Randolph Apperson Hearst, am 4. Februar 1974 international bekannt. Zusammen mit ihrer Entführung sollte ein Hilfsprogramm in Höhe von 6 Mio. Dollar zur Ernährung der Hunger leidenden Bevölkerungsgruppen in den USA erzwungen werden. Patty Hearst wurde zunächst gefangen gehalten, danach Geliebte eines Gruppenmitglieds, schließlich Mitglied der Gruppierung; sie nahm sogar an einem Banküberfall teil. Es konnte nicht abschließend geklärt werden, ob ihr Verhalten auf eine vorgetäuschte Entführung hindeutete, wie die Gerichte später glaubten, oder es sich um einen Fall des Stockholm-Syndroms handelte.
Am 17. Mai 1974 kamen bei einer Schießerei mit der Polizei in Los Angeles sechs Mitglieder der SLA, darunter Donald DeFreeze, ums Leben. Am 18. September 1975 wurde Patty Hearst (neben SLA-Mitgliedern) verhaftet und 1976 von einem Gericht in San Francisco zu 35 Jahren Haft verurteilt. In einem Berufungsprozess wurde die Strafe auf sieben Jahre herabgesetzt. Nach 21 Monaten wurde Hearst vom damaligen US-Präsidenten Jimmy Carter begnadigt und am 1. Februar 1979 aus dem kalifornischen Bundesgefängnis bei San Francisco entlassen. 2001 erhielt sie ein „presidential pardon“ (vollständige Begnadigung) durch Bill Clinton.